# Abierto de Estados Unidos 1985
Lista de los campeones del Abierto de Estados Unidos de 1985:

## Individual masculino
Ivan Lendl (República Checa) d. John McEnroe (USA), 7–6(7–1), 6–3, 6–4

## Individual femenino
Hana Mandlíková (República Checa) d. Martina Navratilova (USA), 7–6(7–3), 1–6, 7–6(7–2)

## Dobles masculino
Ken Flach(RUS)/Robert Seguso (USA)

## Dobles femenino
Claudia Kohde-Kilsch (ALE)/Helena Suková (República Checa)

## Dobles mixto
Martina Navratilova (USA)/Heinz Günthardt (Suiza)
| Predecesor: 1984                         | Abierto de Estados Unidos 1985 | Sucesor: 1986                      |
| Predecesor: Campeonato de Wimbledon 1985 | Grand Slam 1985                | Sucesor: Abierto de Australia 1985 |

- Datos: Q739300